# T,x-diagram
Een T,x diagram is een fasediagram (of grafiek) waarin het kookpunt (of smeltpunt) van een mengsel staat weergegeven. In dit diagram staat op de verticale as de temperatuur en op de horizontale as staat de samenstelling van het mengsel. De horizontale as (X-as) begint links met de component met de laagste kook- (of smelt-) temperatuur met een samenstelling van 100% en gaat zo naar de rechterkant toe waar de component staat met de hoogste kook- (of smelt-) temperatuur met een samenstelling van 100%. Dus halverwege is de samenstelling 50% van allebei de stoffen.
In onderstaande figuren zijn de T,x diagrammen van een aantal mengsels in de buurt van hun kookpunt weergegeven.
|  |

De temperatuur staat op de verticale as. Dat betekent dat een horizontale lijn punten met dezelfde temperatuur verbindt. Het snijpunt van de temperatuurlijn met de damplijn geeft op de x-as de samenstelling van de damp weer, het snijpunt met de vloeistoflijn de samenstelling van de vloeistof.
Bij een ideaal mengsel zal de samenstelling van de damp boven een vloeistof rijker zijn aan de lager kokende component dan de vloeistof. Er treedt scheiding op. Bij de azeotropen zal de samenstelling van vloeistof en damp (in het azeotrooppunt) gelijk zijn en treedt er geen scheiding op.
Ook voor stolling en smelting geldt een dergelijk diagram. Er is dan de solidus en de liquidus. Het snijpunt bepaalt dan een eutecticum